# باول دي لانغ
باول دي لانغ (بالهولندية: Paul de Lange)‏ (4 فبراير 1981 ببيفيرفايك في هولندا - ) هو لاعب كرة قدم هولندي في مركز الوسط. لعب مع نادي فولندام ونادي هيرنفين ونادي روسيندال ‏ ونادي تلستار ‏ وVeria F.C. ‏ وVV Katwijk ‏ والمير سيتي.

## وصلات خارجية
- باول دي لانغ على موقع قاعدة بيانات كرة القدم.إي يو (الإنجليزية)